# 스테로이드 호르몬
스테로이드 호르몬(영어: steroid hormone)은 호르몬으로 작용하는 스테로이드이다. 스테로이드 호르몬은 코르티코스테로이드(부신겉질 호르몬, 일반적으로 부신겉질(adrenal cortex)에서 만들어지기 때문에 코르티코-(cortico-))와 성 스테로이드(일반적으로 생식샘이나 태반에서 만들어짐)의 두 가지 부류로 나눌 수 있다. 이들 두 부류는 결합하는 수용체에 따라 당질 코르티코이드와 무기질 코르티코이드(둘 다 코르티코스테로이드), 안드로젠, 에스트로젠, 프로제스테론(성 스테로이드)의 5가지 유형이 있다. 비타민 D 유도체는 상동 수용체(homologous receptor)와 밀접하게 관련된 여섯 번째 호르몬 시스템이다. 이들은 수용체 리간드로서 진정한 스테로이드의 일부 특성을 가지고 있다.
스테로이드 호르몬은 물질대사, 염증, 면역 기능, 염분과 수분의 균형, 성적 특성의 발달 부상과 질병을 견디는 능력을 조절하는 데 도움을 준다. 스테로이드라는 용어는 신체에서 생성되는 호르몬과 자연적으로 생성되는 스테로이드의 작용을 복제하는 인공적으로 생성된 약물을 모두 의미한다.

## 합성

스테로이드 생성에서의 효소 및 대사 중간생성물

천연 스테로이드 호르몬은 일반적으로 생식샘과 부신겉질에서 콜레스테롤로부터 합성된다. 이러한 형태의 호르몬은 지질이다. 이들은 지용성이므로 세포막을 통과한 후 스테로이드 호르몬 수용체(스테로이드 호르몬에 따라 핵 또는 세포질에 위치할 수 있음)와 결합하여 세포 내에서 변화를 일으킬 수 있다. 스테로이드 호르몬은 일반적으로 성 호르몬 결합 글로불린이나 코르티코스테로이드 결합 글로불린과 같은 특정 운반체 단백질과 결합하여 혈액 내에서 운반된다. 추가적인 전환과 이화작용은 간, 다른 "말초" 조직 및 표적 조직에서 일어난다.
| 성 | 성 호르몬          | 생식기  | 혈액 생성 속도 | 생식샘 분비 속도 | 대사 제거 속도 | 기준 범위 (혈청 수준) | 기준 범위 (혈청 수준) |
| 성 | 성 호르몬          | 생식기  | 혈액 생성 속도 | 생식샘 분비 속도 | 대사 제거 속도 | SI 단위               | 비SI 단위             |
| --- | ------------------ | ------- | -------------- | ---------------- | -------------- | --------------------- | --------------------- |
| 남성 | 안드로스테네다이온 | –       | 2.8 mg/일      | 1.6 mg/일        | 2200 L/일      | 2.8–7.3 nmol/L        | 80–210 ng/dL          |
| 남성 | 테스토스테론       | –       | 6.5 mg/일      | 6.2 mg/일        | 950 L/일       | 6.9–34.7 nmol/L       | 200–1000 ng/dL        |
| 남성 | 에스트론           | –       | 150 μg/일      | 110 μg/일        | 2050 L/일      | 37–250 pmol/L         | 10–70 pg/mL           |
| 남성 | 에스트라다이올     | –       | 60 μg/일       | 50 μg/일         | 1600 L/일      | <37–210 pmol/L        | 10–57 pg/mL           |
| 남성 | 황산 에스트론      | –       | 80 μg/일       | 미미함           | 167 L/일       | 600–2500 pmol/L       | 200–900 pg/mL         |
| 여성 | 안드로스테네다이온 | –       | 3.2 mg/일      | 2.8 mg/일        | 2000 L/일      | 3.1–12.2 nmol/L       | 89–350 ng/dL          |
| 여성 | 테스토스테론       | –       | 190 μg/일      | 60 μg/일         | 500 L/일       | 0.7–2.8 nmol/L        | 20–81 ng/dL           |
| 여성 | 에스트론           | 여포기  | 110 μg/일      | 80 μg/일         | 2200 L/일      | 110–400 pmol/L        | 30–110 pg/mL          |
| 여성 | 에스트론           | 황체기  | 260 μg/일      | 150 μg/일        | 2200 L/일      | 310–660 pmol/L        | 80–180 pg/mL          |
| 여성 | 에스트론           | 폐경 후 | 40 μg/일       | 미미함           | 1610 L/일      | 22–230 pmol/L         | 6–60 pg/mL            |
| 여성 | 에스트라다이올     | 여포기  | 90 μg/일       | 80 μg/일         | 1200 L/일      | <37–360 pmol/L        | 10–98 pg/mL           |
| 여성 | 에스트라다이올     | 황체기  | 250 μg/일      | 240 μg/일        | 1200 L/일      | 699–1250 pmol/L       | 190–341 pg/mL         |
| 여성 | 에스트라다이올     | 폐경 후 | 6 μg/일        | 미미함           | 910 L/일       | <37–140 pmol/L        | 10–38 pg/mL           |
| 여성 | 황산 에스트론      | 여포기  | 100 μg/일      | 미미함           | 146 L/일       | 700–3600 pmol/L       | 250–1300 pg/mL        |
| 여성 | 황산 에스트론      | 황체기  | 180 μg/일      | 미미함           | 146 L/일       | 1100–7300 pmol/L      | 400–2600 pg/mL        |
| 여성 | 프로게스테론       | 여포기  | 2 mg/일        | 1.7 mg/일        | 2100 L/일      | 0.3–3 nmol/L          | 0.1–0.9 ng/mL         |
| 여성 | 프로게스테론       | 황체기  | 25 mg/일       | 24 mg/일         | 2100 L/일      | 19–45 nmol/L          | 6–14 ng/mL            |
| 주해 및 각주 주해: "순환계 내에서 스테로이드의 농도는 분비샘에서 분비되는 속도, 전구체나 프리호르몬이 스테로이드로 대사되는 속도, 조직에서 추출되어 대사되는 속도에 따라 결정된다. 스테로이드 분비 속도는 단위 시간당 분비샘으로부터 분비된 화합물의 총량을 의미한다. 분비 속도는 시간이 지남에 따라 분비샘에서 정맥 유출물을 샘플링하고 동맥 및 말초 정맥 호르몬 농도를 빼서 평가되었다. 스테로이드의 대사 제거 속도는 단위 시간당 호르몬이 완전히 제거된 혈액약으로 정의된다. 스테로이드 호르몬의 생산 속도는 분비샘으로부터의 분비 및 프로호르몬의 관심 있는 스테로이드로의 전환을 포함하여 가능한 모든 공급원으로부터 화합물이 혈액으로 유입되는 것을 의미한다. 정상 상태에서 모든 공급원으로부터 혈액으로 유입되는 호르몬의 양은 호르몬이 제거되는 속도(대사 제거 속도)에 혈액 농도를 곱한 것(생성 속도 = 대사 제거 속도 × 농도)과 같다. 순환하는 스테로이드 풀에 대한 프로호르몬 대사의 기여가 거의 없다면 생성 속도는 분비 속도와 비슷할 것이다. 출처: 틀 참조. |                    |         |                |                  |                |                       |                       |

### 합성 스테로이드 및 스테롤
다양한 합성 스테로이드와 스테롤도 고안되었다. 대부분은 스테로이드이지만 일부 비스테로이드성 분자는 모양이 유사하기 때문에 스테로이드 수용체와 상호작용을 할 수 있다. 일부 합성 스테로이드는 수용체를 활성화시키는 천연 스테로이드보다 약하거나 강하다.
합성 스테로이드 호르몬의 몇 가지 예는 다음과 같다.
- 당질 코르티코이드: 알클로메타손, 프레드니손, 덱사메타손, 트리암시놀론, 코르티손
- 무기질 코르티코이드: 플루드로코르티손
- 비타민 D: 다이하이드로타키스테롤
- 안드로젠: 옥산드롤론, 옥사볼론, 난드롤론 (동화작용 스테로이드라고 알려져 있다)
- 에스트로젠: 다이에틸스틸베스트롤(DES), 에티닐에스트라다이올(EE)
- 프로제스틴: 노르에티스테론, 아세트산 메드록시프로제스테론, 카프로산 하이드록시프로제스테론

일부 스테로이드 길항제는 다음과 같다.
- 안드로젠: 아세트산 시프로테론
- 프로제스틴: 미페프리스톤, 게스트리논

## 수송

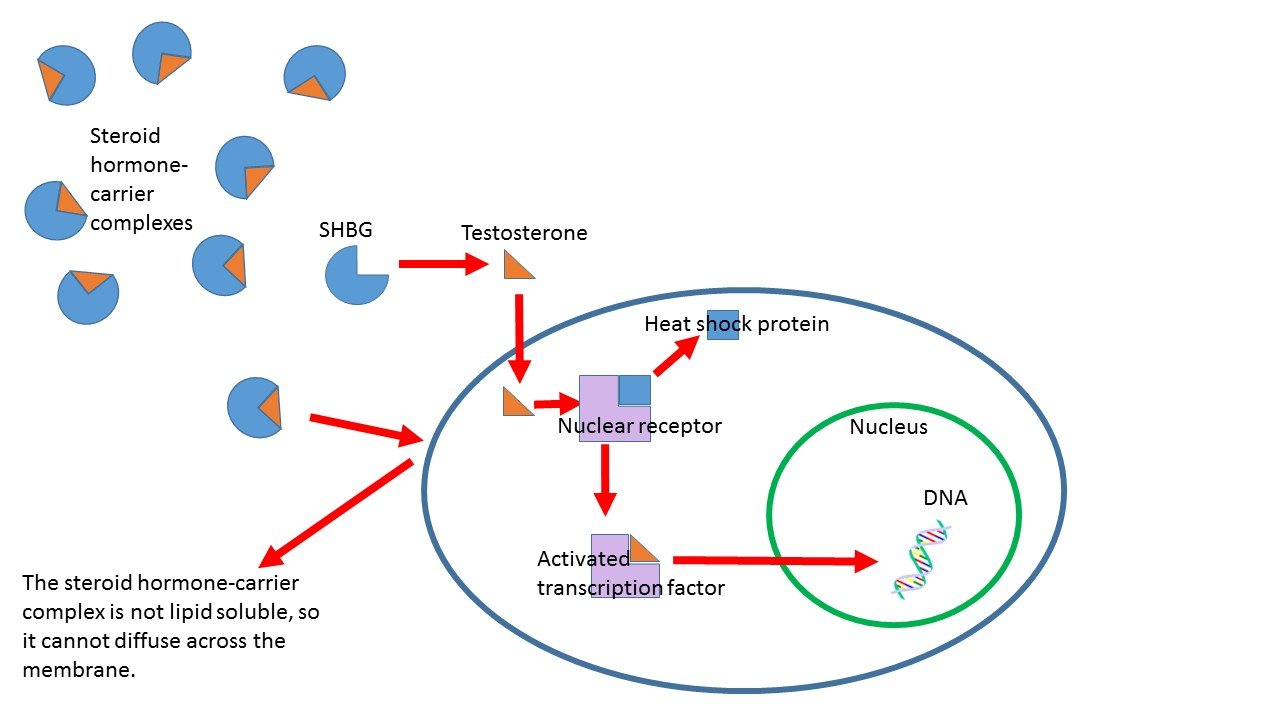
유리 호르몬 가설

스테로이드 호르몬은 운반체 단백질(스테로이드 호르몬과 결합하고 물에서 호르몬의 용해도를 증가시키는 혈청 단백질)과 결합하여 혈액을 통해 운반된다. 몇 가지 예로는 성 호르몬 결합 글로불린, 코르티코스테로이드 결합 글로불린, 알부민 등이 있다. 대부분의 연구에 따르면 호르몬은 혈청 단백질에 결합되지 않은 경우에만 세포에 영향을 미칠 수 있다. 스테로이드 호르몬이 활성화되기 위해서는 혈액 용해 단백질에서 벗어나 세포외 수용체에 결합하거나 수동적으로 세포막을 통과하여 핵 수용체에 결합해야 한다. 이러한 아이디어는 유리 호르몬 가설로 알려져 있다. 이 아이디어는 오른쪽의 그림에 나타나 있다.

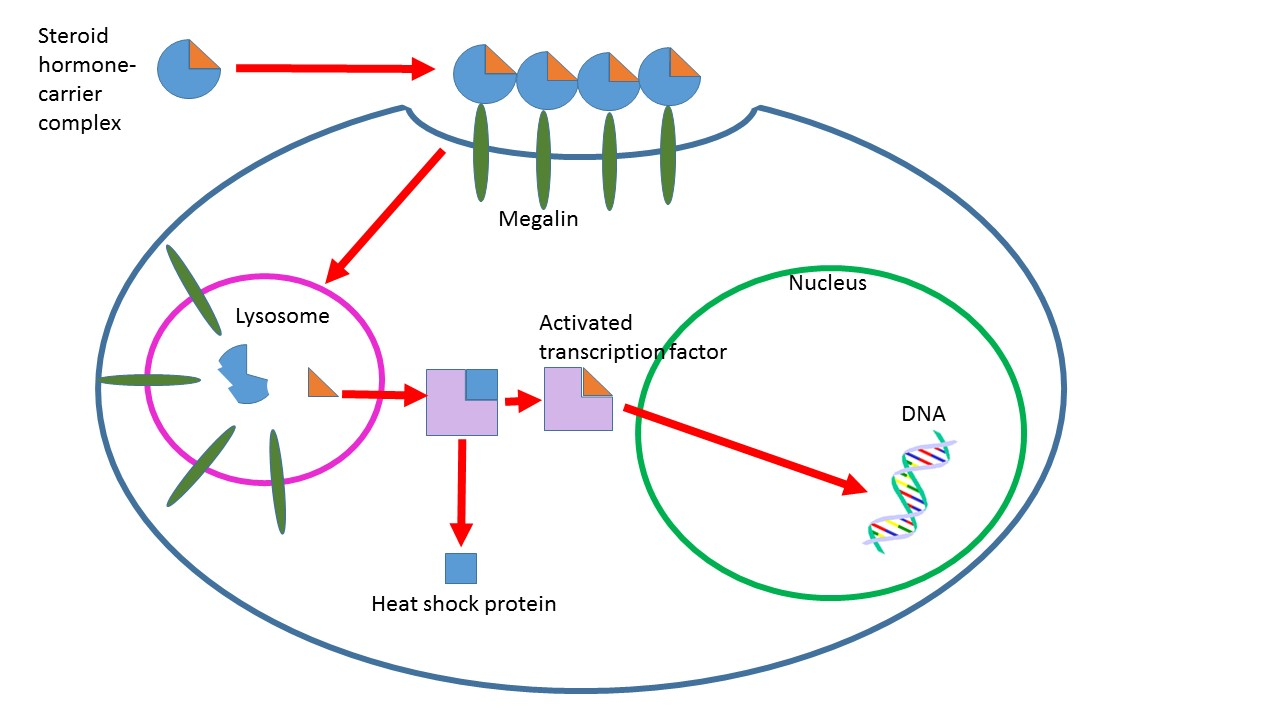
이는 스테로이드 호르몬이 세포 내 섭취되어 게놈 경로를 통해 세포에 영향을 미치는 가능한 경로를 보여준다.

한 연구에서는 이러한 스테로이드-운반체 복합체가 막 수용체인 메갈린에 의해 결합된 다음 세포 내 섭취를 통해 세포로 흡수된다는 사실을 발견했다. 한 가지 가능한 경로는 일단 세포 내부에서 이러한 복합체가 리소좀으로 이동하여 운반체 단백질이 분해되고 스테로이드 호르몬이 표적 세포의 세포질로 방출된다는 것이다. 그런 다음 호르몬은 게놈 작용 경로를 따른다. 이 과정은 오른쪽의 그림에 나타나 있다. 스테로이드 호르몬 수송에서 세포 내 섭취의 역할은 잘 알려져 있지 않으며 추가적인 조사가 진행 중이다.
스테로이드 호르몬이 세포의 지질 이중층을 통과하려면 막으로 들어오거나 나가는 것을 막는 에너지 장벽을 극복해야 한다. 여기서 깁스 자유 에너지는 중요한 개념이다. 모두 콜레스테롤로부터 유도된 이들 호르몬은 양쪽 끝에 친수성 작용기와 소수성 탄소 골격을 가지고 있다. 스테로이드 호르몬이 막으로 들어갈 때 작용기가 막의 소수성 내부로 들어갈 시에 자유 에너지 장벽이 존재하지만, 이들 호르몬의 소수성 코어가 지질 이중층으로 들어가는 것이 에너지적으로 유리하게 된다. 이러한 에너지 장벽은 막으로부터 나오는 호르몬에 대해서는 반대이다. 스테로이드 호르몬은 생리학적 조건에서 쉽게 막으로 들어가고 나온다. 그들은 실험적으로 호르몬을 따라 20 μm/s의 속도로 막을 통과하는 것으로 나타났다.
호르몬이 세포외액(ECF)이나 세포내액(ICF)에 있는 것보다 막에 있는 것이 에너지적으로 더 유리하기는 하지만, 실제로는 일단 막으로 들어가면 막을 빠져나간다. 모든 스테로이드 호르몬의 전구체인 콜레스테롤은 일단 막 내부에 박혀 있으명 막 밖으로 나가지 않기 때문에 이는 중요한 고려 사항이다. 콜레스테롤과 이들 호르몬의 차이점은 콜레스테롤이 이들 호르몬에 비해 막 내부에 있을 때 훨씬 더 큰 음의 깁스 자유 에너지 하에 있다는 것이다. 이는 콜레스테롤의 지방족 꼬리가 지질 이중층의 내부와 매우 유리한 상호작용을 하기 때문에다.

## 작용 메커니즘 및 효과
스테로이드 호르몬이 표적 세포에 영향을 미치는 메커니즘은 다양하다. 이러한 다양한 경로는 게놈 경로 또는 비게놈 경로로 분류할 수 있다. 게놈 경로는 느리고, 세포 내 특정 단백질의 전사 수준을 변경시키는데 비해 비게놈 경로는 게놈 경로에 비해 훨씬 더 빠르다.

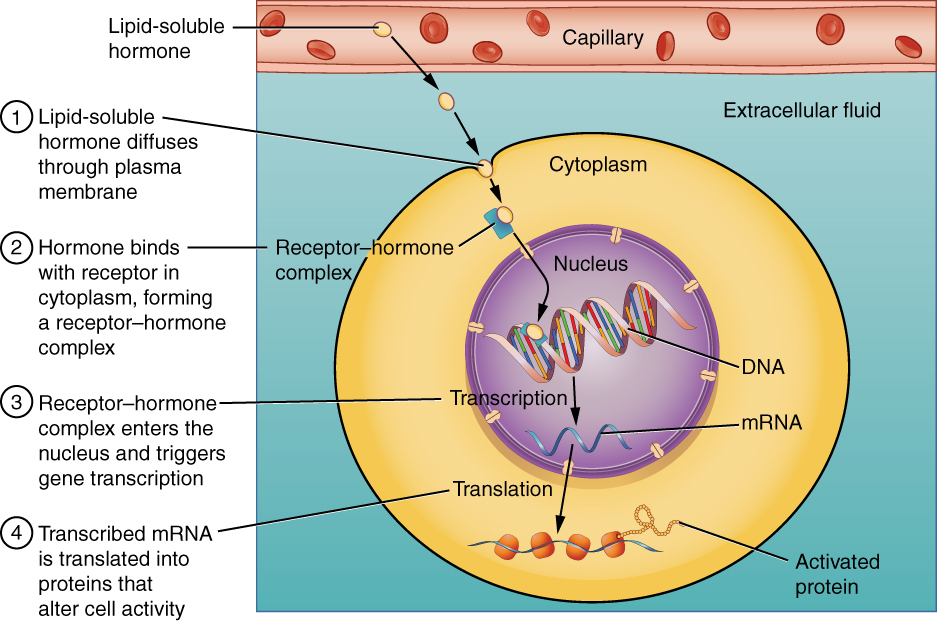
스테로이드 호르몬이 표적 세포에 결합하는 것을 보여주는 흐름도

### 게놈 경로
스테로이드 호르몬의 첫 번째 확인된 작용 메커니즘은 게놈 효과였다. 이 경로에서 유리 호르몬은 지용성이므로 먼저 세포막을 통과한다. 세포질에서 스테로이드는 환원, 하이드록실화 또는 방향족화와 같은 효소 매개 변화를 겪을 수도 있고 그렇지 않을 수도 있다. 그런 다음 스테로이드는 큰 금속 단백질인 핵 수용체라고도 알려진 특이적 스테로이드 호르몬 수용체에 결합한다. 스테로이드 결합 시 많은 종류의 스테로이드 호르몬 수용체가 이량체화된다. 이량체화는 두 개의 수용체 소단위체가 함께 결합하여 세포핵에 들어갈 수 있는 하나의 기능성 DNA 결합 단위를 형성하는 것이다. 일단 핵에 들어가면 스테로이드-수용체 리간드 복합체는 특정 DNA 서열에 결합하여 표적 유전자의 전사를 유도한다.

### 비게놈 경로
비게놈 경로는 게놈 경로가 아닌 모든 메커니즘을 포함하기 때문에 다양한 비게놈 경로가 존재한다. 그러나 이러한 경로는 모두 원형질막에서 발견되는 일부 유형의 스테로이드 호르몬 수용체에 의해 매개된다. 이온 통로, 수송체, G 단백질 연결 수용체(GPCR) 및 막 유동성은 모두 스테로이드 호르몬의 영향을 받는 것으로 나타났다. 이들 중 G 단백질 연결 수용체가 가장 일반적이다. 이러한 단백질과 경로에 대한 자세한 내용은 스테로이드 호르몬 수용체 문서를 참조한다.

## 같이 보기
- 연구용 성 호르몬제 목록
- 막 스테로이드 수용체

## 더 읽을거리
- Brook CG (1999). “Mechanism of puberty”. 《Horm. Res.》. 51 Suppl 3 (3): 52–4. doi:10.1159/000053162. PMID 10592444. S2CID 33671883.
- Holmes SJ, Shalet SM (1996). “Role of growth hormone and sex steroids in achieving and maintaining normal bone mass”. 《Horm. Res.》 45 (1–2): 86–93. doi:10.1159/000184765. PMID 8742125.
- Ottolenghi C, Uda M, Crisponi L, Omari S, Cao A, Forabosco A, Schlessinger D (Jan 2007). “Determination and stability of sex”. 《BioEssays》 29 (1): 15–25. doi:10.1002/bies.20515. PMID 17187356. S2CID 23824870.
- Couse JF, Korach KS (June 1998). “Exploring the role of sex steroids through studies of receptor deficient mice”. 《J. Mol. Med.》 76 (7): 497–511. doi:10.1007/s001090050244. PMID 9660168. S2CID 6470903.
- McEwen BS (1992). “Steroid hormones: effect on brain development and function”. 《Horm. Res.》. 37 Suppl 3 (3): 1–10. doi:10.1159/000182393. PMID 1330863.
- Simons (Aug 2008). “physiological versus pharmacological steroid hormone actions”. 《BioEssays》 30 (8): 744–56. doi:10.1002/bies.20792. PMC 2742386. PMID 18623071.
- Han, Thang S.; Walker, Brian R.; Arlt, Wiebke; Ross, Richard J. (2013년 12월 17일). “Treatment and health outcomes in adults with congenital adrenal hyperplasia”. 《Nature Reviews Endocrinology》 10 (2): 115–124. doi:10.1038/nrendo.2013.239. PMID 24342885. S2CID 6090764Figure 2: The adrenal steroidogenesis pathway.